# 洱海
洱海（じかい、漢語拼音：Ěrhǎi）は、中華人民共和国雲南省にある湖。中国の淡水湖では7番目の大きさである。

## 概要
洱海は雲南省大理市の西北に位置する淡水湖で、雲南省では滇池に次ぐ2番目の大きさの湖。高原地帯にあり、湖面の海抜は1,972 m。南北に長い形をしており、南北の長さは約42.6km、東西の幅は最大約8.0kmである。湖の表面積は約249km2、平均深度は11m、最大深度は20m程度で、貯水量は約25億m3。断層湖で、周囲を蒼山などの山に囲まれており、いくつかの川から水が流れ込むが、外部に流れる川は大理市下関鎮附近の西洱河のみで、瀾滄江を経て、最下流ではメコン川となる。

## 利用
水産業、農業、飲料水などに幅広く利用されている。水産業では、ペー族が網や鵜飼による漁を行っているほか、江蘇省の太湖から移入されたシロウオ類の養殖が行われている。本来、「大理鯉」などの固有種が多かったが、1970年代以降外来種が増え、現在ではフナが優勢になるなど、生態系の変化が激しい。また、生活排水の流入などで、富栄養化が進んでいる。

## 観光
緯度的には太陽の輻射熱をよく受けるが、高地にあるため気温は年中穏やかで、観光には適した気候の場所にある。湖の年平均水温も16.9℃で、かつ安定している。「風花雪月」の名所である大理四景のひとつ、「洱海の月」として、湖面に浮かぶ月の風情が良いとされている。南岸の下関鎮と北西に位置する胡蝶泉を結ぶ観光船が運航されている。船内では、ペー族の三道茶を供したり、ペー族の舞踊の披露などのアトラクションがあるものもある。

## 歴史
古称に「葉楡澤」、「昆弥川」、「西渳河」、「西洱河」などがある。8世紀に南詔国が都を置いた際に、水源や食料確保の地として選ばれたと考えられている。また、周囲の林は、鹿狩りの場所として用いられていたといわれる。次いで937年に起きた、大理国も洱海を生活の場として利用した。